# Eremobittacus
Eremobittacus is een geslacht van schorpioenvliegen (Mecoptera) uit de familie hangvliegen (Bittacidae).

## Soorten
Eremobittacus omvat de volgende soorten:
- Eremobittacus sodalium Byers, 2011
- Eremobittacus spinulatus Byers, 1997